# Matthew Freud

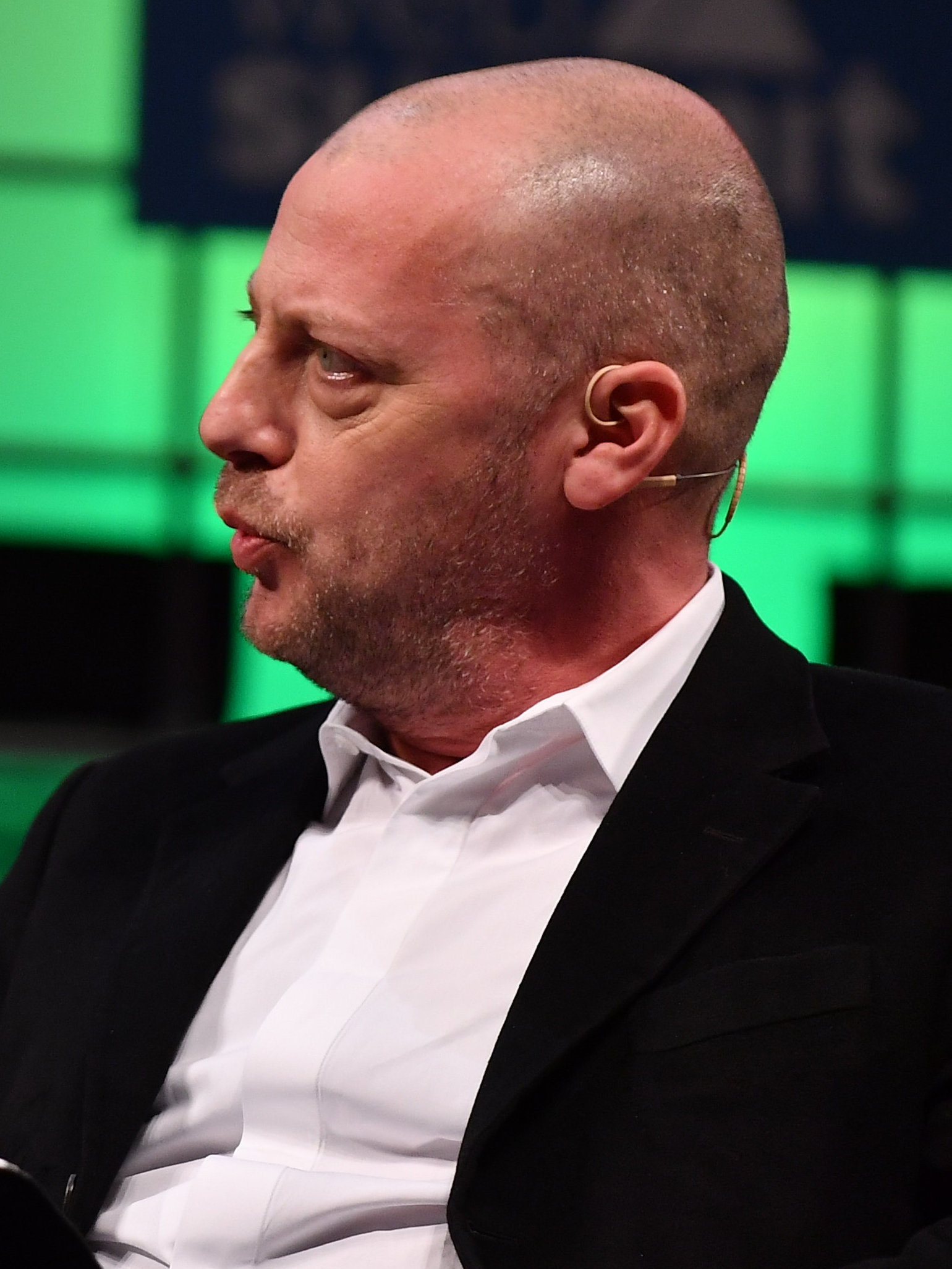
Matthew Freud (Urheber: Web Summit)

Matthew Freud (* 2. November 1963) ist ein britischer Geschäftsmann in der PR-Branche und Filmproduzent. Er produzierte den bei den 95. Academy Awards mit einem Oscar ausgezeichneten animierten Kurzfilm Der Junge, der Maulwurf, der Fuchs und das Pferd.

## Biografie
Freud ist der Sohn der Schauspielerin June Flewett und des Schriftstellers und in Deutschland geborenen britischen Politikers Sir Clement Freud. Seine Schwester ist die Moderatorin und Interviewerin Emma Freud. Sein Urgroßvater war Sigmund Freud. Er ist der Neffe des Künstlers Lucian Freud sowie (aus einer früheren Verbindung) der Schriftstellerin Lady Caroline Blackwood. Unter seinen Cousinen befinden sich die Modedesignerin Bella Freud und die Romanautorinnen Susie Boyt und Esther Freud.
Freud besuchte die Westminster School. Er stieg zu einer Führungskraft für Öffentlichkeitsarbeit auf und gründete 1985 Freud Communications, eine internationale PR-Firma im Vereinigten Königreich, deren Leiter er auch ist.
Der britische Dokumentarfilmer Adam Curtis beschreibt Freud in seinem Dokumentarfilm The Century of the Self als einen Star in der neuen Kultur der Öffentlichkeitsarbeit und des Marketings in Politik, Wirtschaft und Journalismus in der Clinton-Blair-Ära. PR Week nannte ihn 2009, den einflussreichsten PR-Profi in Großbritannien. Neben Freud sitzen seine Schwester Emma und sein Schwager Richard Curtis im Kuratorium von Comic Relief.
Im Mai 2005 erwarb Freud in Zusammenarbeit mit dem britischen Reporter, Autor und ehemaligen Moderator des Fernsehsenders CNN Piers Morgan das Eigentum an der Press Gazette und den British Press Awards im Wert von circa einer Million Pfund. Etliche große Zeitungen boykottierten die Veranstaltung und beriefen sich auf einen offensichtlichen Interessenkonflikt als einen der Gründe.
Laut der Sunday-Times-Rich-List aus 2020 hat Matthew Freud ein Vermögen von geschätzt 170 Millionen Pfund, was immerhin einem Rückgang von 10 Millionen Pfund gegenüber dem Vorjahr entspricht.
In erster Ehe war Freud mit Caroline Hutton verheiratet, mit der er zwei Söhne hat. Nach der Scheidung heiratete Caroline Hutton Charles Spencer, 9. Earl Spencer, den Bruder von Prinzessin Diana of Wales. Eine zweite Ehe ging Freud mit Elisabeth Murdoch, der Tochter des Medienmagnaten Rupert Murdoch, ein. Mit Murdoch hat er ebenfalls zwei Kinder. Eine Scheidung erfolgte 2014. In dieser Zeit stellte sich heraus, dass Freud ein weiteres uneheliches Kind hat.
Freud ist mit mehreren Mitgliedern der Konservativen Partei befreundet, darunter George Osborne und David Cameron.

## Filmografie (Auswahl)
- 2012: When I Die: Lessons from the Death Zone (Kurzfilm)
- 2013: Muscle Shoals
- 2014: Independent Lens (Fernsehserie, Staffel 15/Episode 17 Muscle Shoals)
- 2022: Der Junge, der Maulwurf, der Fuchs und das Pferd (The Boy, the Mole, the Fox and the Horse)

## Auszeichnung
Academy Awards, USA
- 2023: Ausgezeichnet mit dem Oscar in der Kategorie „Bester animierter Kurzfilm“ gemeinsam mit Charlie Mackesy